# 16246 Cantor
16246 Cantor este o planetă minoră (asteroid), cu un diametru de 7,188 km, din centura de asteroizi. A fost descoperită pe 27 aprilie 2000 la Prescott Observatory⁠(d) de Paul G. Comba⁠(d) și a fost numită după Georg Cantor. 
Obiectul prezintă o orbită caracterizată de o semiaxă mare de 3,0924472 UAi, o excentricitate de 0,19, o înclinație de 0,42237 ° în raport cu ecliptica.